# Дюрбе Джаніке Ханим
Дюрбе Джаніке Ханим (крим. Dürbe Canike hanım) — мавзолей XV століття, майже повністю зберігся, пам'ятка архітектури національного значення (охор. № 010082/4), знаходиться на південно-східній околиці міста (колишнє Старосілля), на мисовому плато столової гори (близько 540 м над рівнем моря). Розташований у печерному місті Чуфут-Кале на північний схід від площі, ближче до обриву.

## Опис
Мавзолей представляє історичну спадщину Золотої Орди, прилегла до нього територія сьогодні порожня, але в минулому тут містилося кладовище з баштами ординських часів.
Жителі Бахчисараю називали мавзолей Кале-Азіз («Калейська святиня») або Киз-Азіз («Свята Діва»).
У 1437 році, за наказом хана Тохтамиша, збудували мавзолей на пам'ять про його доньку Джаніке-Ханим.
За іншою версією, мавзолей споруджений не одразу після смерті Джаніке, а на початку XVI століття, під час правління Менглі I Ґерая (1468−1515).
В історії мавзолею та про Джаніке-Ханим, яка була видатною особистістю своєї епохи та користувалася народною любов'ю, існує багато легенд і загадок.
Від Дюрбе Джаніке Ханим уздовж північного обриву відкривається вид на долину Ашлама-дере та панораму Кримських гір, кам'янисті дороги ведуть до астрофізичної обсерваторії в селище Научний, у Баклу, на Тепе-кермен, у долину р. Качі. Вид, що відкрився з цього обриву, надихнув Міцкевича на рядки сонета «Дорога над прірвою в Чуфут-Кале».

## Архітектура
Восьмигранна форма будівлі запозичена із малоазіатської архітектури, будували її майстри Сходу. Споруда під черепичним дахом, прикрашена по ребрах граней різьбленими колонками, до нього примикає портал із масивною аркою, прикрашений різьбленими сельджуцькими візерунками. Верхня частина порталу складена у ХІХ столітті караїмами.

Промальовані написи (за О.Акчокракли,1928 р.)

Біля входу висічений арабський каліграфічний напис: це тексти хадисів, у яких, серед іншого, трапляються слова «Цей світ є житло метушні, майбутнє ж життя вічне».
У глибині мавзолею на ступінчастому підвищенні — надгробок з арабським написом: «Це гробниця знаменитої государині Джаніке-ханим, дочки Тохтамиш хана, що померла місяця рамазану 841 року» (1437 р.),.
У 1886 році у Крим із візитом приїжджав російський цар Олександр III, із цієї нагоди різні пам'ятки архітектури реставрували, у результаті мавзолей втратив ряд різьблених орнаментів, а бічні пілони перекрили аркою.

## Галерея

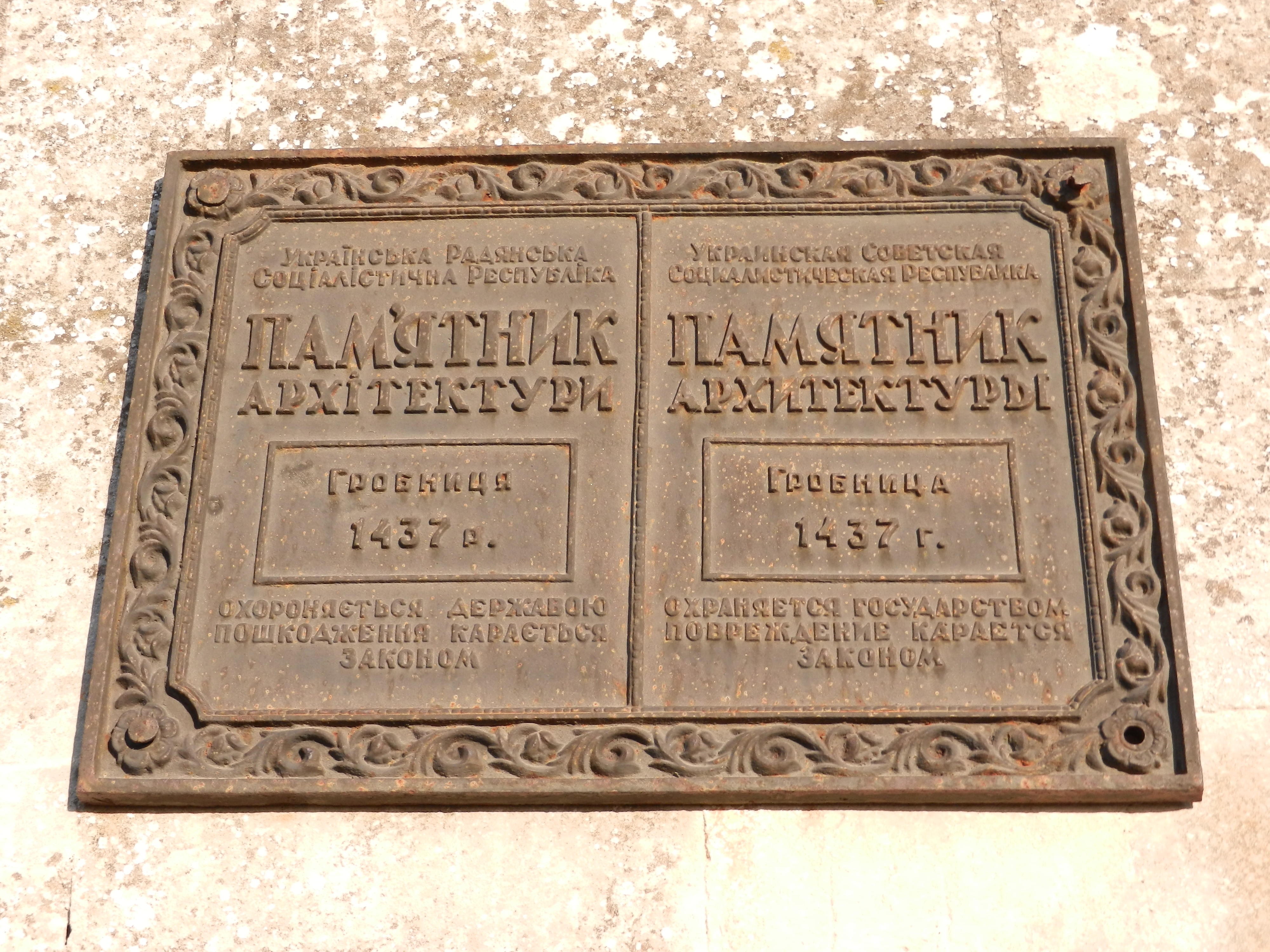
Пам'ятка архітектури. 1437 р.
Вигляд до ремонту початок 80-х р. XIX ст.
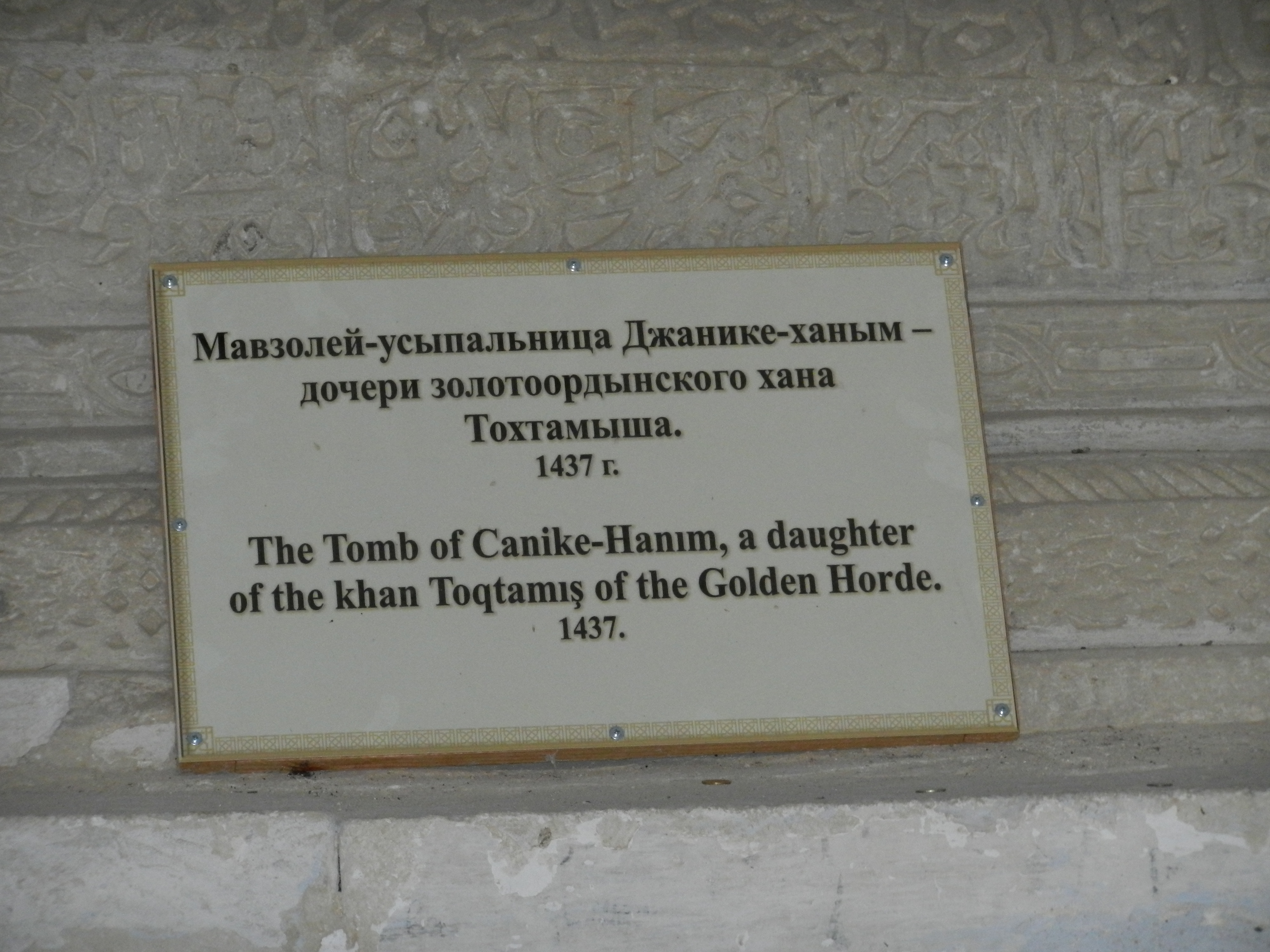
Табличка гробниці Дюрбе Джаніке Ханим
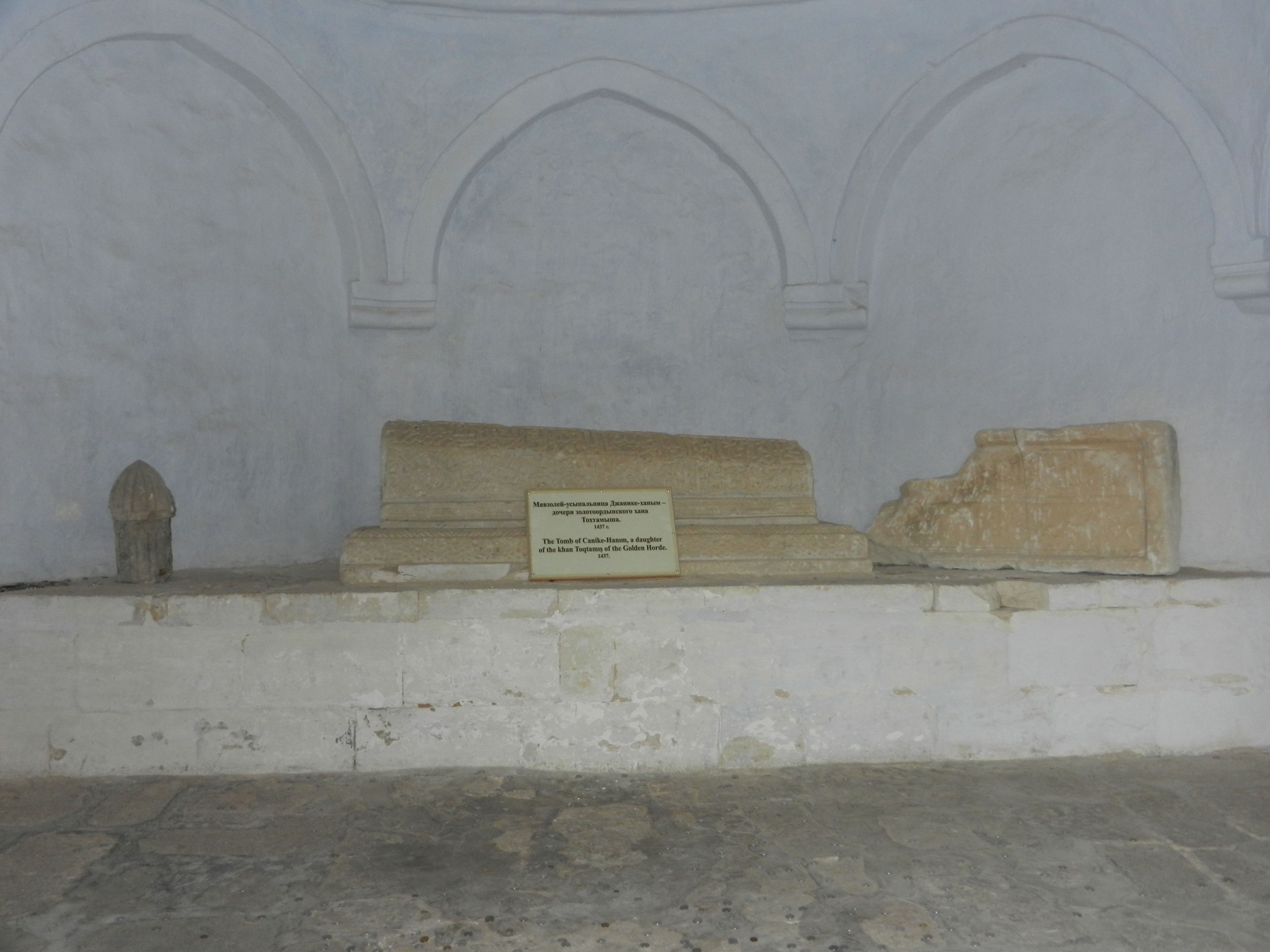
Гробниця мавзолею «Дюрбе Джаніке Ханим»